# Gulfärgad fransfingerödla
Gulfärgad fransfingerödla (Acanthodactylus scutellatus) är en ödleart som tillhör släktet fransfingerödlor och familjen egentliga ödlor (Lacertidae). Den förekommer i södra Israel, större delen av Egypten och Libyen, södra Tunisien, södra och centrala Algeriet, norra Mali, central Mauretanien, norra Niger, norra Tchad, nordöstra Sudan och Djibouti. Artens livsmiljö är ökenområden med fast sand och låga växter eller buskar, mellan dyner, torra flodbäddar och kustslätter. Den hittas från låglänta områden och upp till cirka 1 000 meter över havet.
Honorna lägger 2–4 ägg per kull.

## Underarter
Gulfärgad fransfingerödla delas in i två underarter:
- Acanthodactylus scutellatus audouini Bolenger, 1918
- Acanthodactylus scutellatus scutellatus (Audouin, 1827)

Tidigare har en tredje underart räknats, Acanthodactylus scutellatus hardyi (Haas, 1957), men denna ses numera som en egen art, Acanthodactylus hardyi.